# Small Hands

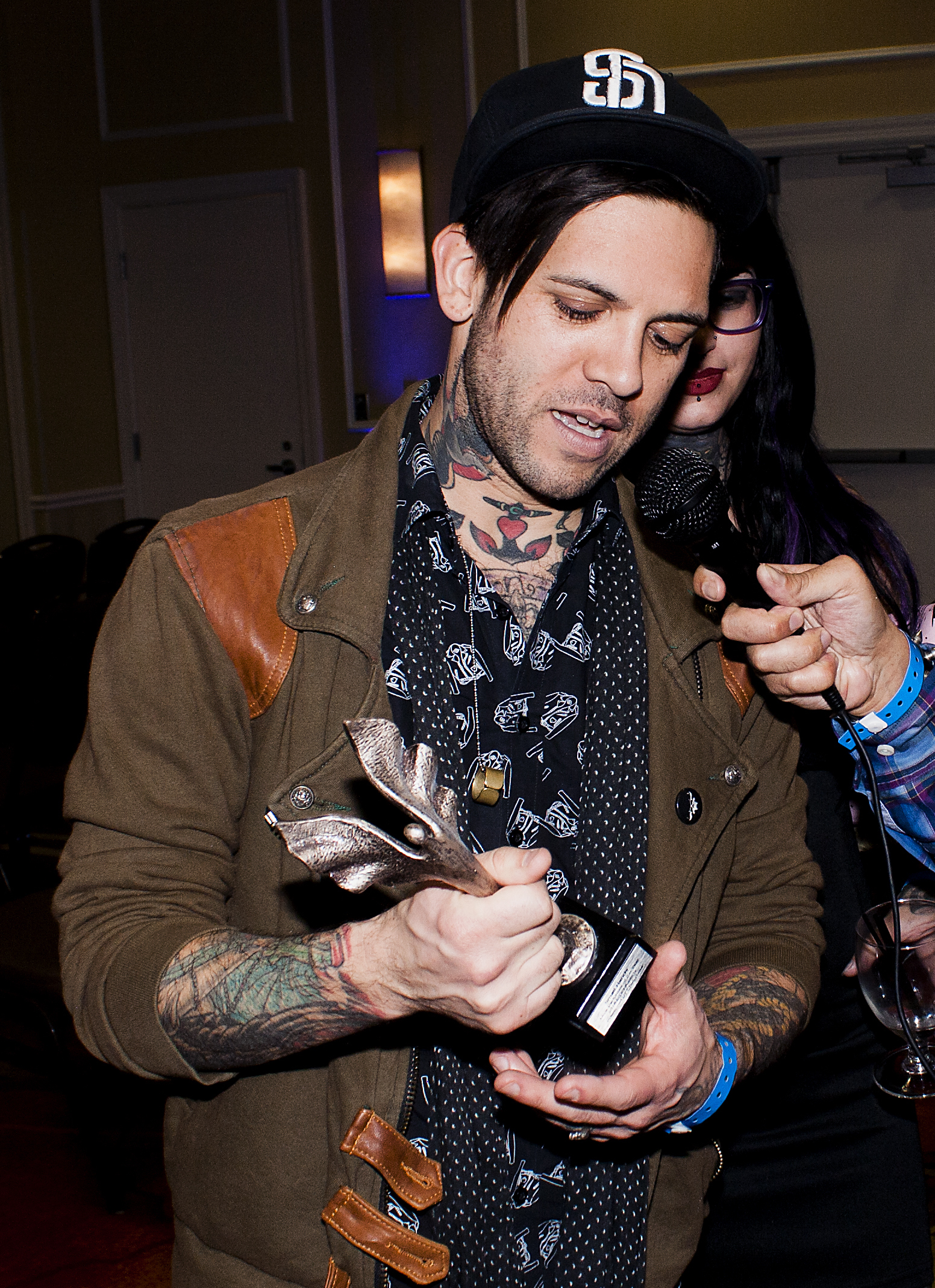
Small Hands (2016)

Small Hands (* 25. Juni 1982 in San Diego unter dem Namen Aaron Thompson) ist ein US-amerikanischer Pornodarsteller.

## Leben
Aaron Thompson wurde 1982 in San Diego in Kalifornien geboren. 2013 kam er über seine damalige Freundin Joanna Angel in die Pornoindustrie. Im Jahre 2016 heirateten Joanna Angel und Small Hands. Seinen Künstlernamen erhielt er aufgrund seiner kleinen Hände ebenfalls von ihr. Er arbeitet oft in Filmen des Bereichs Alt porn.
Seit 2016 wurde er jedes Jahr für mehrere AVN Awards nominiert, darunter 2017 und 2019 als Male Performer of the Year, in den Jahren 2020 und 2021 konnte er diese Auszeichnung gewinnen.

## Auszeichnungen
- 2018: XBIZ Award als Male Performer of the Year
- 2019: XRCO Award als Male Performer of the Year[4]
- 2020: AVN Award als Male Performer of the Year[5]
- 2021: AVN Award als Male Performer of the Year[6]